# Cucina sudafricana

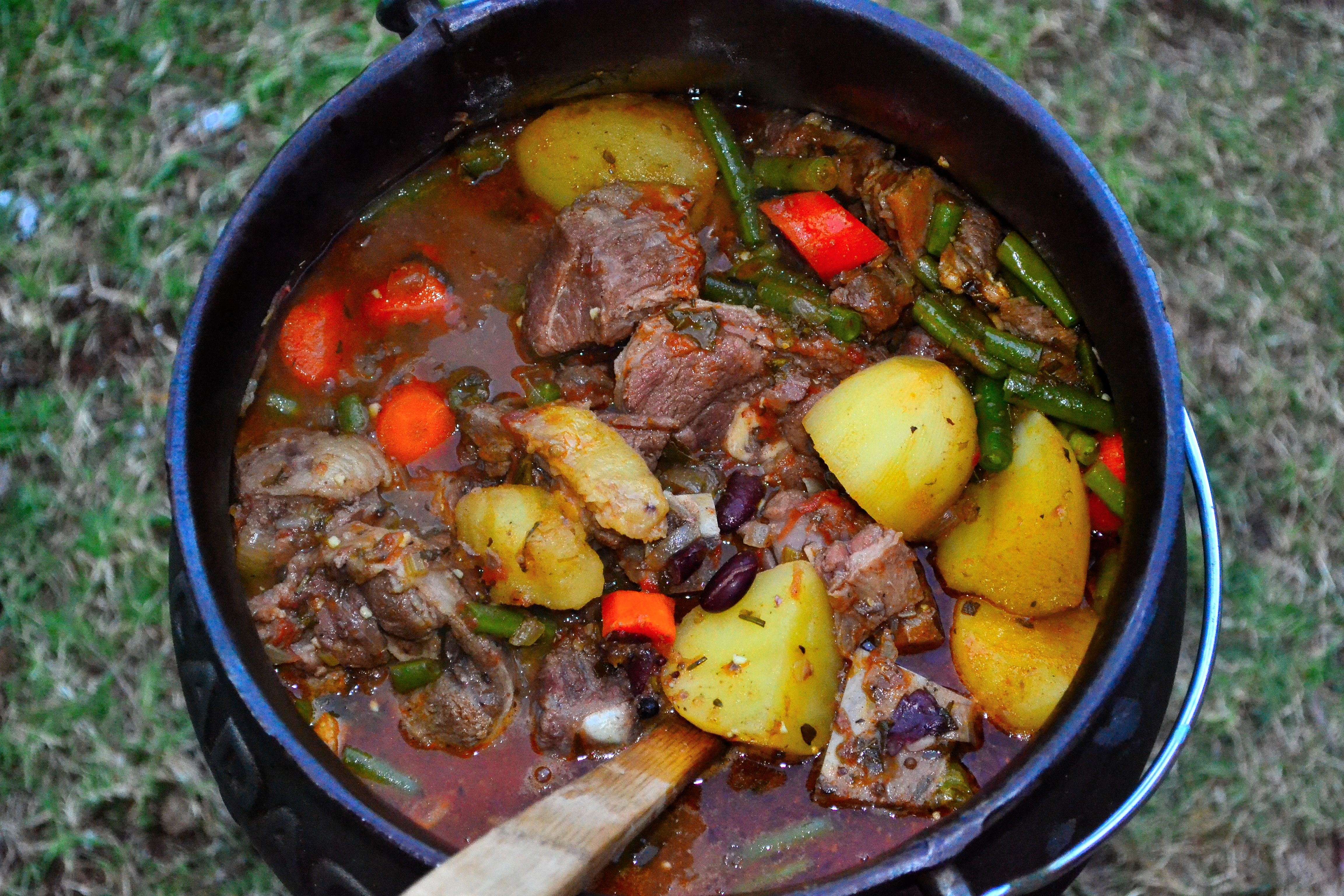
Potjiekos

La cucina sudafricana è l'espressione dell'arte culinaria tradizionale del Sudafrica. 

## Caratteristiche
La cucina sudafricana è piuttosto sfaccettata e risente tanto delle locali tradizioni Khoisan, Zulu e Basotho, quanto di influenze estere, soprattutto olandesi, indiane, britanniche e malesi, dovute ai molti scambi commerciali avuti con l'Europa e l'Asia durante l'epoca coloniale.
Molti piatti della cucina sudafricana sono a base di carne rossa (manzo, agnello o montone) spesso cotta sui barbecue o cotta in un tegame a tre piedi conosciuto come potjie. Tra queste pietanze figurano ad esempio il potjiekos e i sosatie. I piatti a base di carne vengono spesso serviti con un contorno amidaceo (mielie pap, un tipico porridge di mais,  patate o riso).
Ciononostante, vi sono due principali tradizioni gastronomiche locali: la cucina Cape Malay e quella Durban Indian Food. La prima, che caratterizza la provincia del Capo Occidentale, fonde la tradizione gastronomica di Città del Capo con quella indonesiana e figura piatti speziati come il bobotie e il bredie. La seconda è quella propria del Capo Orientale, più debitrice della cucina indiana, come conferma ad esempio il bunny chow.

## Piatti tipici

### Antipasti
- Samosa
- Umngqusho

### Piatti unici

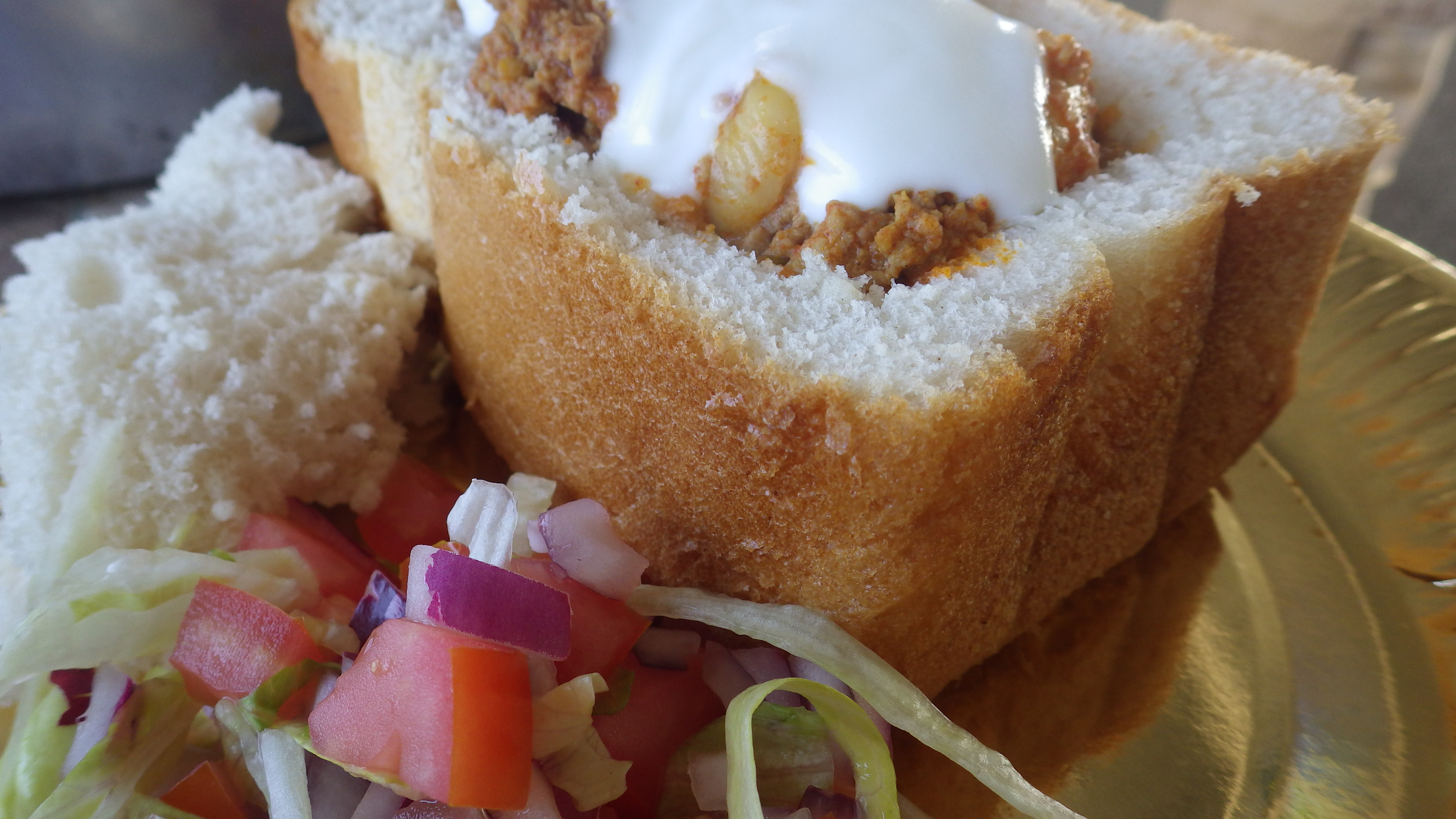
Bunny chow con contorni

- Bobotie
- Bunny chow
- Gatsby
- Hoenderpastei
- Mashonzha

### Secondi piatti
- Biltong
- Frikkadel
- Gesmoorde vis
- Carne di struzzo
- Potjiekos
- Sosatie
- Tomato bredie
- Trotters and beans
- Vetkoek
- Waterblommetjiebredie

### Formaggi e latticini
- Amasi
- Umvubo

### Salumi
- Boerewors

### Bevande
- Umqombothi

### Contorni
- Chatni
- Isidudu
- Mielie pap
- Pane al mais (pap)
- Pot brood
- Rusk

### Dolci
- Koeksister
- Malva pudding
- Melktert
- Melkkos
- Pampoen koekies
- Patat rolle